# Denis Linsmayer
Denis Linsmayer (* 19. September 1991 in Pirmasens) ist ein deutscher Fußballspieler. Er spielt für die zweite Mannschaft des 1. FSV Mainz 05.

## Karriere
Linsmayer begann das Fußballspielen bei der TSG Kaiserslautern, 2004 wechselte er zum 1. FC Kaiserslautern. Nachdem er bereits einige Male mit der Profimannschaft des FCK trainiert hatte, erhielt er am 18. Februar 2012 seinen ersten Profivertrag, der bis Juni 2014 gültig war. Am 31. August 2012 debütierte er unter Trainer Franco Foda in der ersten Mannschaft des FCK beim 3:1-Auswärtssieg gegen Dynamo Dresden, als er in der 88. Minute für Albert Bunjaku eingewechselt wurde. 
Zur Saison 2013/14 verließ Linsmayer den 1. FC Kaiserslautern und schloss sich dem SV Sandhausen an. Sein Debüt für den SV Sandhausen gab er am 4. August 2013 in der ersten Runde des DFB-Pokals gegen den 1. FC Nürnberg. Nach acht Jahren in Sandhausen wechselte er im Sommer 2021 innerhalb der 2. Bundesliga zum FC Ingolstadt 04.
Im Sommer 2023 wechselte er zur zweiten Mannschaft des 1. FSV Mainz 05.